# New Germany
New Germany és una població dels Estats Units a l'estat de Minnesota. Segons el cens del 2000 tenia 346 habitants.

## Demografia
Segons el cens del 2000, New Germany tenia 346 habitants, 143 habitatges, i 94 famílies. La densitat de població era de 205,5 habitants per km².
Dels 143 habitatges en un 27,3% hi vivien nens de menys de 18 anys, en un 55,9% hi vivien parelles casades, en un 5,6% dones solteres, i en un 33,6% no eren unitats familiars. En el 32,2% dels habitatges hi vivien persones soles el 19,6% de les quals corresponia a persones de 65 anys o més que vivien soles. El nombre mitjà de persones vivint en cada habitatge era de 2,42 i el nombre mitjà de persones que vivien en cada família era de 2,98.
Per edats la població es repartia de la següent manera: un 23,7% tenia menys de 18 anys, un 7,5% entre 18 i 24, un 31,8% entre 25 i 44, un 17,9% de 45 a 60 i un 19,1% 65 anys o més.
L'edat mediana era de 37 anys. Per cada 100 dones de 18 o més anys hi havia 94,1 homes.
La renda mediana per habitatge era de 36.094 $ i la renda mediana per família de 45.625 $. Els homes tenien una renda mediana de 29.750 $ mentre que les dones 24.545 $. La renda per capita de la població era de 16.314 $. Entorn del 9,5% de les famílies i el 14,4% de la població estaven per davall del llindar de pobresa.

## Poblacions més properes
El següent diagrama mostra les poblacions més properes.